# Eppillo
Eppillo, che in celtico significa "piccolo cavallo" (fl. I secolo), è stato un principe britanno, re del popolo degli Atrebati, che fu cliente di Roma.
Era figlio di Commio, il gallo ex alleato di Gaio Giulio Cesare, che si era recato in Britannia dopo la rivolta di Vercingetorige. Dopo la morte di Commio, Eppillo avrebbe regnato insieme al fratello Tincomaro. La capitale di Eppillo sarebbe stata Noviomago (Chichester), nel sud del regno, mentre quella di Tincomaro sarebbe stata Calleva Atrebatum (Silchester), nel nord. Attorno al 7 d.C., Tincomaro fu scacciato ed Eppillo divenne unico sovrano degli atrebati. Sebbene Tincomaro si sia recato a chiedere aiuto ai romani, come riferiscono le Res gestae divi Augusti, Eppillo sarebbe stato riconosciuto come re, dato che nelle sue monete compare il titolo di rex. Attorno al 15, gli succedette il fratello Verica. Siccome in questo stesso periodo il nome di Eppillo compare nelle monete dei cantiaci (nel Kent), al posto di quello di Dubnovellauno, è possibile pensare che Eppillo sia stato deposto da Verica e che sia fuggito nel Kent, dove avrebbe preso il potere. Si può però anche pensare che siano stati gli stessi cantiaci a offrirgli il potere e che egli abbia lasciato il trono degli atrebati al fratello. Si può infine ipotizzare anche che egli sia morto naturalmente, lasciando quindi tutto il potere a Verica e che l'Eppillo del Kent sia un omonimo.